# اینیر آلوین
اینیـِر آلوین (سوئدی: Inger Alfvén؛ زادهٔ ۲۴ فوریه ۱۹۴۰) مؤلف، جامعه‌شناس، مددکار اجتماعی و نویسنده مشهور اهل سوئد است.
وی در سال ۱۹۶۴ کارش را با مددکاری اجتماعی شروع کرد و مدتی نیز به‌عنوان نمایشگاه‌گردان فعالیت نمود.
او بیشتر در زمینه برابری، آزادی و رفاهِ بیشتر برای زنان کار کرده و مشهورترین کتاب‌هایش در این‌باره به نگارش درآمده است. از کتاب‌های او می‌توان به «گروه نظافت‌چی‌ها» (Städpatrullen) اشاره کرد که در سال ۱۹۷۶ منتشر شد. 
آثار او بازگوکنندهٔ کشمکش‌ها و تضاد‌های هستی‌گرایانه و اخلاقی میان نقش‌های جنسیتی، دوستی‌های مادام‌العمر و تنهایی است. او با نوشتن رمان «اس/ئی خوشی» در سال ۱۹۷۹ به موفقیت چشمگیری رسید.
از فیلم‌هایی که وی در آن‌ها نقش داشته‌است، می‌توان به اس/ئی خوشی اشاره کرد.